# S2 미사일
S2 미사일은 프랑스 최초의 지상형 전략 핵미사일이다. 120 kt 핵탄두 1개를 탑재했다. 2단 고체연료의 중거리탄도유도탄(IRBM)이다.

## 역사
1971년에 실전배치되었다. 생 크리스톨 공군기지에 9개씩 2개의 그룹으로 18개의 지하 사일로가 건설되었다. 1980년대 초반에 S3 미사일로 교체되었다.

## 같이 보기
- 핵확산
- 프랑스 타격군